# John Tayler

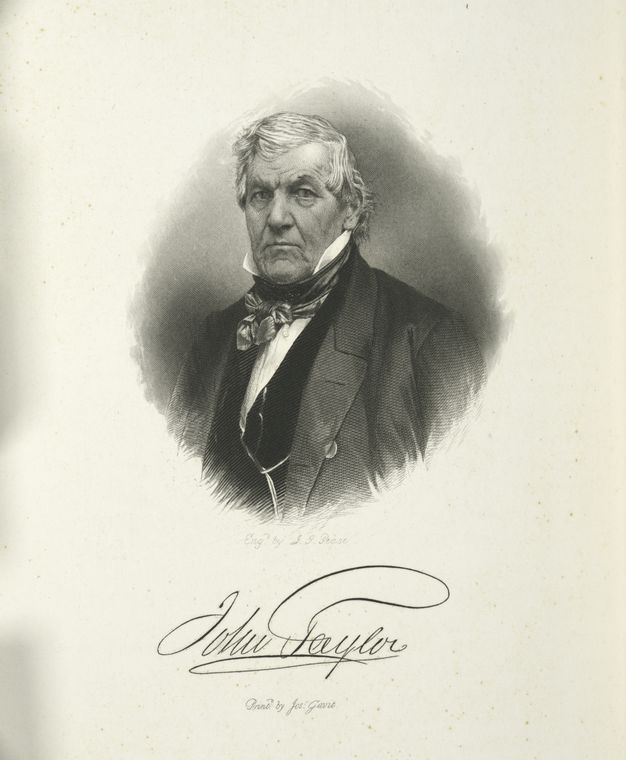
John Tayler

John Tayler (* 4. Juli 1742 in New York City; † 19. März 1829 in Albany, New York) war ein US-amerikanischer Politiker und im Jahr 1817 Gouverneur des Bundesstaates New York.

## Frühe Jahre und politischer Aufstieg
John Tayler besuchte die öffentlichen Schulen seiner Heimat. Danach wurde er ein erfolgreicher Geschäftsmann, der sowohl im Handel als auch in der Landwirtschaft und im Holzgeschäft tätig war. Von 1777 bis 1787 war er dreimal Abgeordneter im Repräsentantenhaus von New York. Zwischen 1801 und 1802 sowie zwischen 1804 und 1813 gehörte er dem Staatssenat an. John Tayler war Mitglied der von Thomas Jefferson gegründeten Demokratisch-Republikanischen Partei. Im Jahr 1811 wurde er Präsident des Staatssenats und musste als solcher bis Juni dieses Jahres als Vizegouverneur amtieren, weil dieser Posten nach einem Todesfall unbesetzt war.

## Vizegouverneur und Gouverneur von New York
Im Jahr 1813 wurde John Tayler dann in das Amt des Vizegouverneurs gewählt, das er bis 1822 ausübte. Nach dem Rücktritt von Gouverneur Daniel D. Tompkins, der zum US-Vizepräsidenten gewählt worden war, musste Tayler als Stellvertreter dessen Amt kommissarisch übernehmen. In dieser Funktion amtierte er zwischen dem 24. Februar und dem 1. Juli 1817. An diesem Tag übernahm der neu gewählte DeWitt Clinton das Amt des Gouverneurs. Danach war Tayler bis 1822 weiter Vizegouverneur von New York.
Nach 1822 hat John Tayler kein weiteres politisches Amt ausgeübt. Er starb im Jahr 1829 in Albany, der Hauptstadt des Staates New York. Er war mit Margarita Van Valckenburgh verheiratet. Das Paar hatte eine Adoptivtochter.